# Texas, Mexiko
Texas är en ort i Mexiko.   Den ligger i kommunen Atotonilco de Tula och delstaten Hidalgo, i den sydöstra delen av landet, 70 km norr om huvudstaden Mexico City. Texas ligger 2 176 meter över havet och antalet invånare är 993.
Terrängen runt Texas är platt åt nordväst, men åt sydost är den kuperad. Runt Texas är det ganska tätbefolkat, med 207 invånare per kvadratkilometer. Närmaste större samhälle är Tula de Allende, 15,7 km väster om Texas. Trakten runt Texas består i huvudsak av gräsmarker.